# Хаас, Бернт
Бернт Хаас (нем. Bernt Haas; род. 8 апреля 1978 года, Вена, Австрия) — швейцарский футболист, защитник. Выступал за национальную сборную Швейцарии.

## Клубная карьера
Хаас начал профессиональную карьеру в клубе «Грассхоппер». Выступал в клубе с 1994 по 2001 годы. Затем перешёл в английский «Сандерленд». В течение сезона 2001/02 Хаас сыграл за «Сандерленд» 27 матчей. Однако, в следующем сезоне не сыграл ни одного матча и был арендован в «Базель». В «Базеле» Хаас сыграл 22 матча и забил один мяч. После завершения аренды в 2003 году Хаас перешёл в «Вест Бромвич Альбион». Сыграл в клубе два сезона. Покинул клуб 21 января 2005 года, расторгнув контракт по обоюдному согласию. Позже играл во французской «Бастии», немецком «Кёльне» и швейцарском «Санкт-Галлене». Завершил футбольную карьеру в 2010 году в «Санкт-Галлене».

## Международная карьера
С 1996 по 2005 годы выступал за национальную сборную Швейцарии. Участник Чемпионата Европы по футболу 2004 года.